# ناتالي جليبوفا
ناتالي جليبوفا (بالروسية: Наталья Владимировна Глебова)‏(ولدت 11 نوفمبر 1981) هي ملكة جمال كندية روسية وهي حاملة لقب ملكة جمال الكون عام 2005.

## وصلات خارجية
- "هب الحياة"-الموقع الرسمي الجديد بناتالي جليبوفا
- صحية سعيدة جميلة-كتاب ناتالي جليبوفا
- ناتالي جليبوفا-معرض المجلات
- ناتالي جليبوفا على موقع IMDb (الإنجليزية)
- ناتالي جليبوفا على موقع قاعدة بيانات الفيلم (الإنجليزية)

| الجوائز و الإنجازات | الجوائز و الإنجازات  | الجوائز و الإنجازات |
| ------------------- | -------------------- | ------------------- |
| سبقه جنيفر هوكينز   | ملكة جمال الكون 2005 | تبعه زليخة ريفيرا   |
| سبقه Vanessa Fisher | ملكة جمال كندا 2005  | تبعه Alice Panikian |